# The Eternal
The Eternal är det femtone studioalbumet av den amerikanska gruppen Sonic Youth, utgivet den 9 juni 2009 på Matador Records och producerat av John Agnello.
Skivomslaget är målat av John Fahey. Albumet är tillägnat Ron Asheton.

## Låtlista
Alla låtar skrivna av Sonic Youth. 
1. Sacred Trickster – 2:11
2. Anti-Orgasm – 6:08
3. Leaky Lifeboat (for Gregory Corso) – 3:32
4. Antenna – 6:13
5. What We Know – 3:54
6. Calming the Snake – 3:35
7. Poison Arrow – 3:43
8. Malibu Gas Station – 5:39
9. Thunderclap for Bobby Pyn – 2:38
10. No Way – 3:52
11. Walkin Blue – 5:21
12. Massage the History – 9:43